# Броненосці типу «Кайзер Макс» (1862)
Броненосці типу «Кайзер Макс» (нім. Kaiser Max Klasse) — броненосці ВМС Австро-Угорщини другої половини 19-го століття.

## Історія створення
Броненосці типу Кайзер Макс» були подальшим розвитком броненосців типу «Драхе». Вони мали потужніші машини та озброєння. Зберегли ту ж конструкцію дерев'яного корпусу з таранним форштевенем.

## Конструкція
Корпус броненосців типу «Кайзер Макс» виготовлявся з дерева. Дерев'яна обшивка була двошаровою. Зовнішній шам мав товщину 10 дюймів, внутрішній - 5 дюймів. Ззовні корпус був обшитий 115-мм залізною бронею, яка доходила до рівня верхньої палуби. При повному завантаженні броня опускалась на 1,07 м нижче ватерлінії. Загальна маса броні становила 606 т.
Силова установка складалась з однієї горизонтальної парової машини простого розширення, яку постачали парою 4 парові котли, димоходи яких виходили в єдину трубу. Машина обертала один дволопатевий гвинт. Швидкість становила 11 вузлів. При запасі вугілля у 327 т дальність плавання на швидкості 10 вузлів становила 2 000 миль.
Кораблі мали вітрильне оснащення рівня барка.
Порівняно з попередниками озброєння було підсилене. воно складалось з 16 x 48-фунтових гладкоствольних гармат та 14 x 24-фунтових нарізних казеннозарядних гармат Dtyljhaf, а також декількох десантних гармат.
Всі гармати розташовувались на батарейній палубі та вели вогонь через гарматні порти (по 21 з кожного борту).
Після австро-італійської війни 1866 року кораблі були модернізовані. Була вдосконалена форма корпусу і надбудований напівбак. Також на кораблях було встановлене нове озброєння.
Внаслідок австро-угорського компромісу 1867 року дві частини дуалістичної монархії мали право вето на рішення одна одної. Незацікавленість Угорщини в морській експансії призвела до різкого скорочення бюджету флоту. Кошти для будівництва нових кораблів не виділялись. Тому у 1873-1876 роках  броненосці типу «Кайзер Макс» були «модернізовані», а фактично збудовані заново. Від попередніх кораблів залишились лише машини, частина броні та деяке обладнання.

## Представники
| Назва                                        | Верф                                     | Закладений        | Спущений на воду     | Вступив у стрій    | Доля                      |
| -------------------------------------------- | ---------------------------------------- | ----------------- | -------------------- | ------------------ | ------------------------- |
| «Кайзер Мах» Kaiser Max                      | «Stabilimento Tecnico Triestino», Трієст | жовтень 1861 року | 14 березня 1862 року | 1863 рік           | Перебудований у 1873 році |
| «Дон Хуан де Аустрія» SMS Don Juan d'Austria | «Stabilimento Tecnico Triestino», Трієст | жовтень 1861 року | 26 липня 1862 року   | 1863 рік           | Перебудований у 1873 році |
| «Принц Ойген» SMS Prinz Eugen                | «Stabilimento Tecnico Triestino», Трієст | жовтень 1861 року | 14 липня 1862 року   | березень 1863 року | Перебудований у 1873 році |